# Pouteria stipitata
Pouteria stipitata är en tvåhjärtbladig växtart som beskrevs av Arthur John Cronquist. Pouteria stipitata ingår i släktet Pouteria och familjen Sapotaceae. Inga underarter finns listade i Catalogue of Life.